# Paul Vilmond Savard
Pour les articles homonymes, voir Savard.
Paul Vilmond Savard (28 juillet 1864-21 août 1908) est un avocat et homme politique fédéral du Québec.

## Biographie
Né aux Éboulements dans le Canada-Est, il étudia au Séminaire de Chicoutimi et le droit à l'Université Laval. Nommé au Barreau du Québec en 1886, il pratiqua le droit à Chicoutimi. 
Élu député du Parti libéral du Canada dans la circonscription fédérale de Chicoutimi—Saguenay en 1891, il fut destitué par une pétition et perdit l'élection partielle de 1892. Redevenu député en 1896, il fut défait par le conservateur Joseph Girard en 1900.
Son frère, Edmond Savard, est aussi député fédéral de Chicoutimi—Saguenay.